# Automeris io
Automeris io (Engels: Io moth) is een nachtvlinder uit de familie Saturniidae (nachtpauwogen). 

## Kenmerken
De soort vertoont sterke seksuele dimorfie. Het mannetje is geel van kleur terwijl het vrouwtje roodbruin is.
De vlinder heeft een spanwijdte van 60 tot 80 millimeter. 

## Verspreiding en leefgebied
Het verspreidingsgebied beslaat Midden-Amerika en het oostelijk en centrale deel van Noord-Amerika.

## Leefwijze
De vlinders hebben geen monddelen en voeden zich niet tijdens dat stadium van hun leven. Na het leggen van de eitjes, sterven de vrouwtjes. Ook de mannetjes leven niet lang.

## De rups en zijn waardplanten
De rupsen voeden zich onder meer met planten uit de geslachten wilg, Cercis, braam, Hibiscus, Prunus en Ribes.

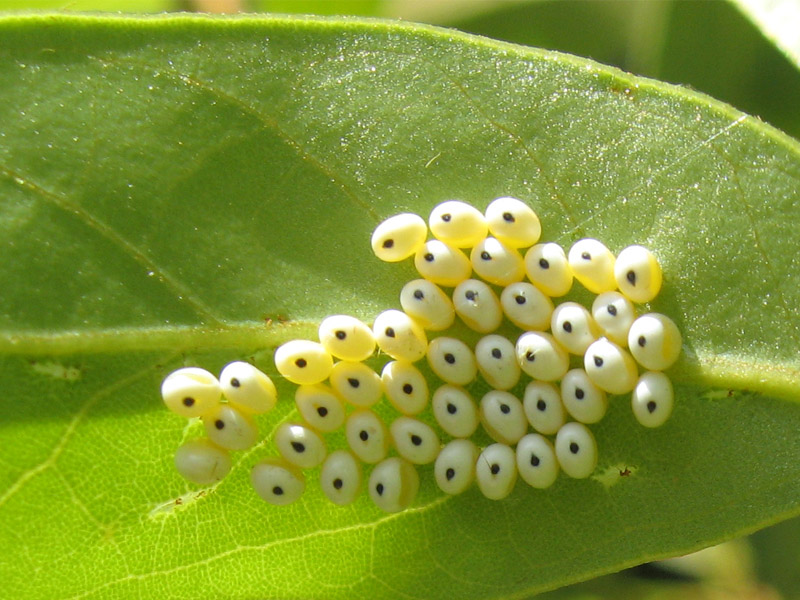
Eitjes
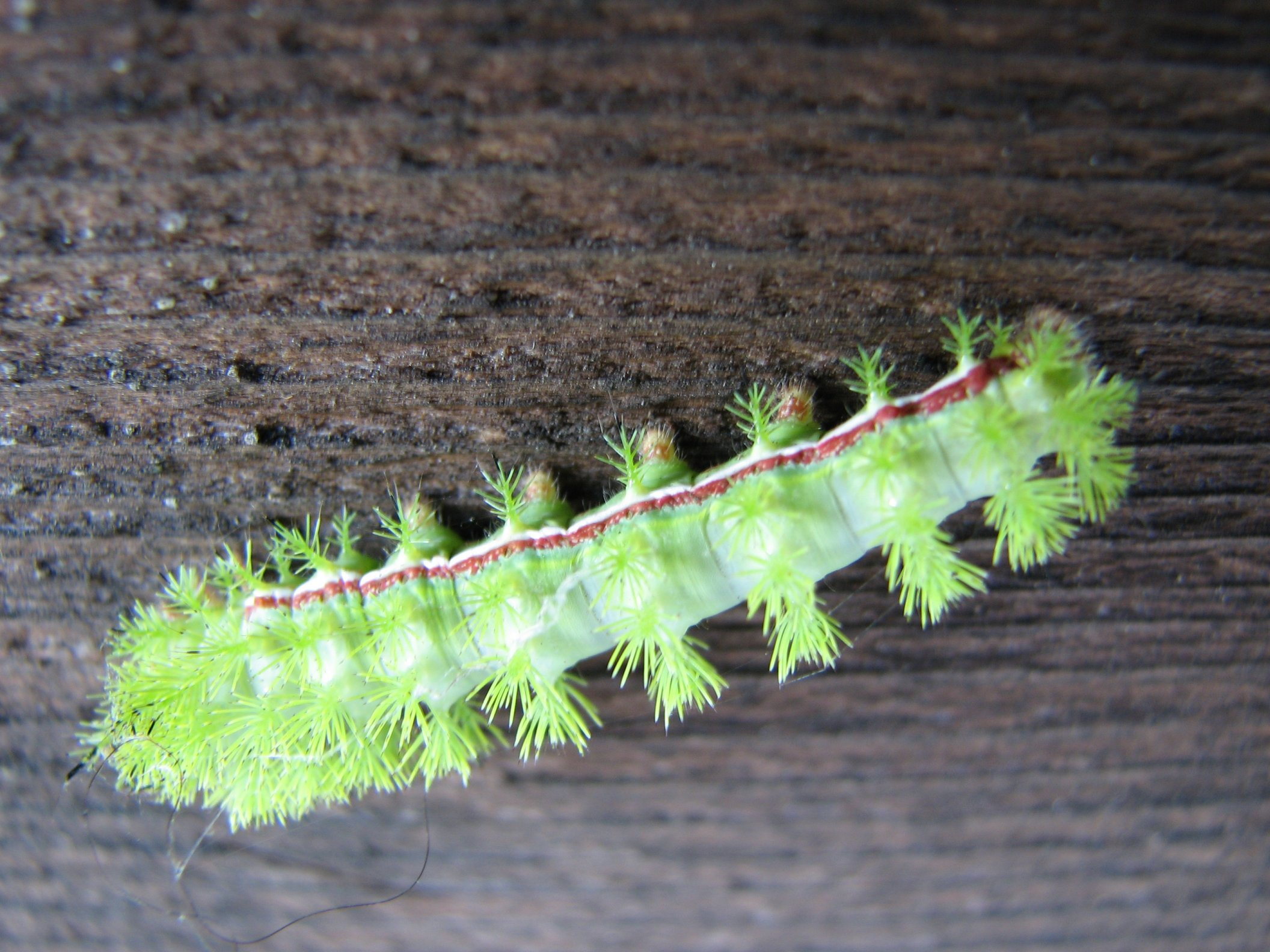
Rups
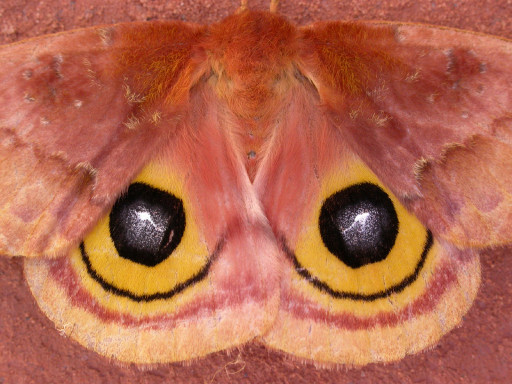
Oogvlekken van een vrouwtje